# Gmina Gnojnik
Die Gmina Gnojnik ist eine Landgemeinde im Powiat Brzeski der Woiwodschaft Kleinpolen in Polen. Ihr Sitz ist das gleichnamige Dorf mit etwa 2350 Einwohnern.

## Geographie
Der Hauptort liegt 12 km südlich von Brzesko, die Gemeinden grenzen aneinander. Zu den Gewässern gehört der Fluss Uszwica.

## Geschichte

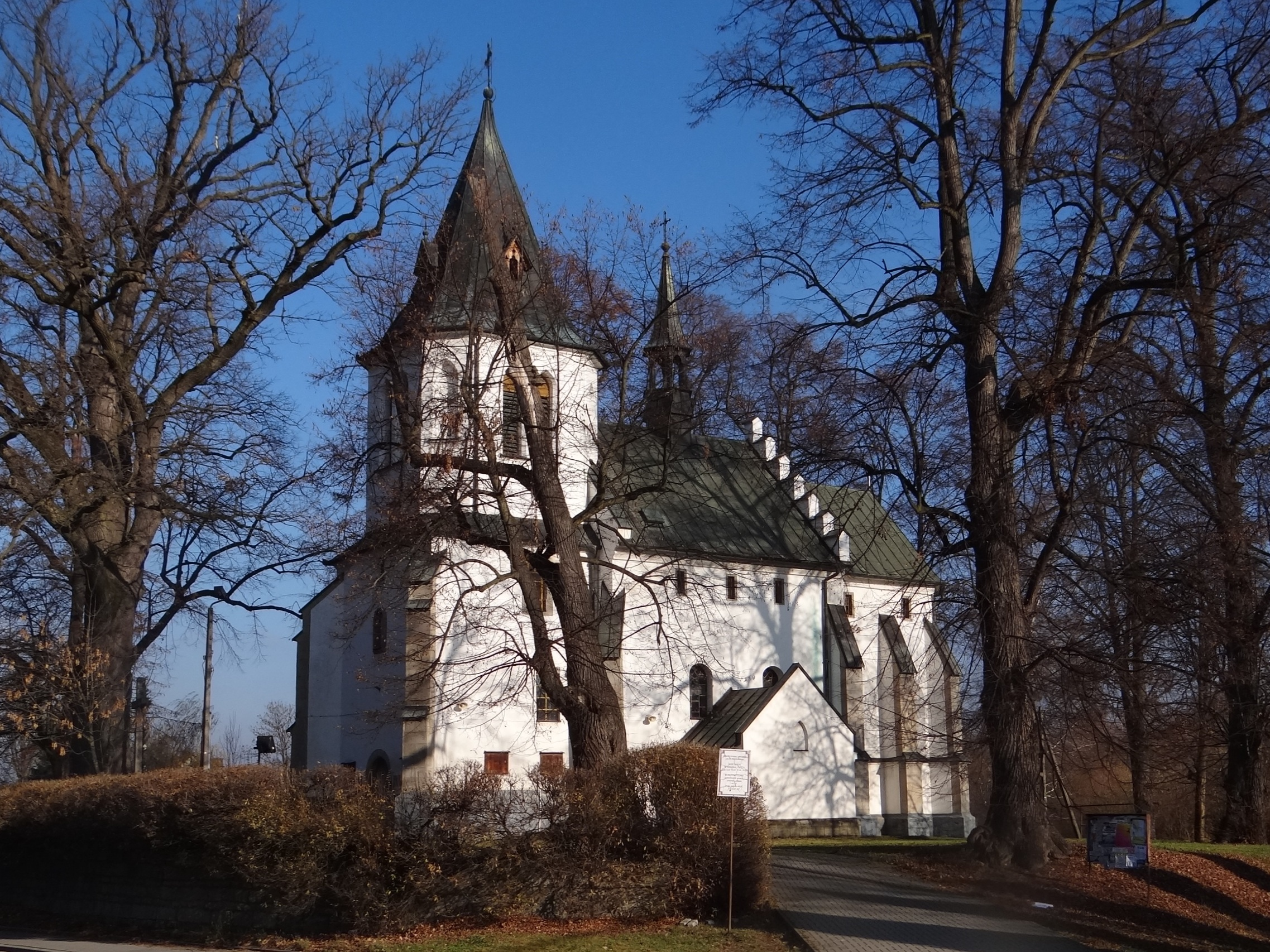
Wehrkirche in Gnojnik

Von 1975 bis 1998 gehörte Gnojnik zur Woiwodschaft Tarnów.

## Gliederung
Zur Landgemeinde (gmina wiejska) Gnojnik gehören sieben Dörfer mit einem Schulzenamt:
Biesiadki
Gnojnik
Gosprzydowa
Lewniowa
Uszew
Zawada Uszewska
Żerków

## Sehenswürdigkeiten
- Die Wehrkirche von 1380 findet sich auch im Wappen der Gemeinde.